# 阿拉莫 (喬治亞州)
阿拉莫（英語：Alamo）是一個位於美國喬治亞州惠勒縣的城市。根據2010年美國人口普查，該地人口為2797人，而該地的面積約為5.00平方千米。同時該地也是惠勒縣的縣治。

## 地理
阿拉莫的座標為32°08′54″N 82°46′43″W / 32.14833°N 82.77861°W，而該地的平均海拔高度為70米（即230英尺）。